# شهرستان داگلاس (میزوری)
شهرستان داگلاس، میزوری (به انگلیسی: Douglas County, Missouri) یک سکونتگاه مسکونی در ایالات متحده آمریکا است که در میزوری واقع شده‌است.